# Matthijs Quispel

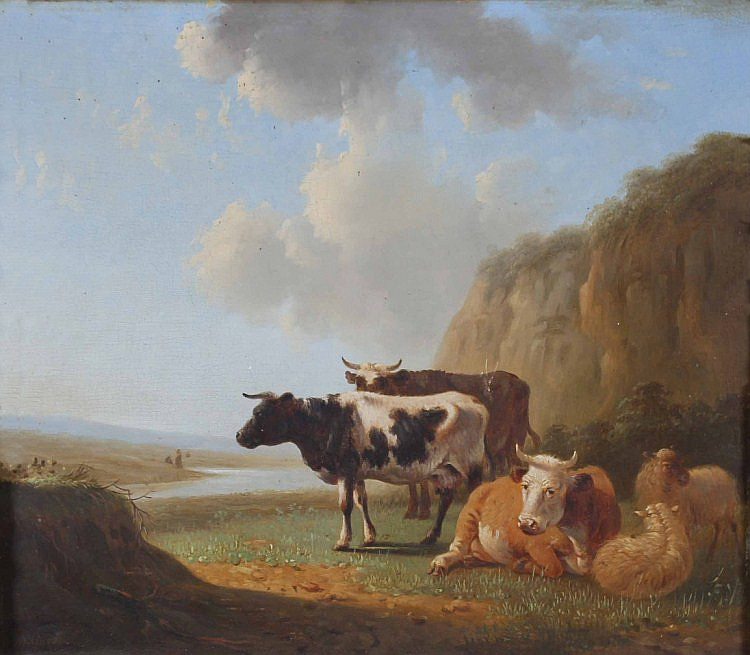
Kuhe und Schafe
in einer Flusslandschaft

Matthijs Quispel (* 21. November 1805 in Numansdorp; † 17. Januar 1858 in Dordrecht) war ein niederländischer Landschafts- und Tiermaler.
Matthijs Quispel war als Sohn von Arij Quispel und Lijsbeth Andeweg geboren. Er war Schüler von Martinus Schouman (1770–1848) und Gilles Smak Gregoor (1770–1843).
Nach dem Studium ließ er sich als freischaffender Künstler in Dordrecht nieder. Er malte meist Landschaften mit grasenden Kühen und Schafen. Den Zeitraum von 1835 bis 1836 verbrachte er auf einer Studienreise durch die Schweiz. wanderte danach entlang des Rheins, besuchte 1838 das Harzgebirge.
Nach einem Aufenthalt in Belgien besuchte er 1840 wieder Deutschland.
Er heiratete am 12. Dezember 1838 in Dordrecht Judick Scheepbouwer, mit der er nach Belgien und Deutschland reiste. Aus ihrer Ehe gingen sechs Kinder hervor, von denen zwei die Volljährigkeit erreichten. Er starb vier Jahre nach dem Tod seiner Frau im Januar 1858 im Alter von 52 Jahren.
Er nahm an Ausstellungen teil, in Amsterdam und Den Haag 1828–1852, in Rotterdam 1836–1852 und in Groningen 1837–1847.